# Revolta em Burquina Fasso em 2014
A revolta em Burquina Fasso é uma insurreição popular ocorrida em Burquina Fasso, que iniciou-se em 28 de outubro de 2014 com uma série de protestos, manifestações e tumultos que se espalharam por várias cidades de todo o país. Foram iniciadas em resposta à apresentação de uma emenda constitucional que permitiria que o presidente Blaise Compaoré concorresse para um quinto mandato, após 27 anos no poder.

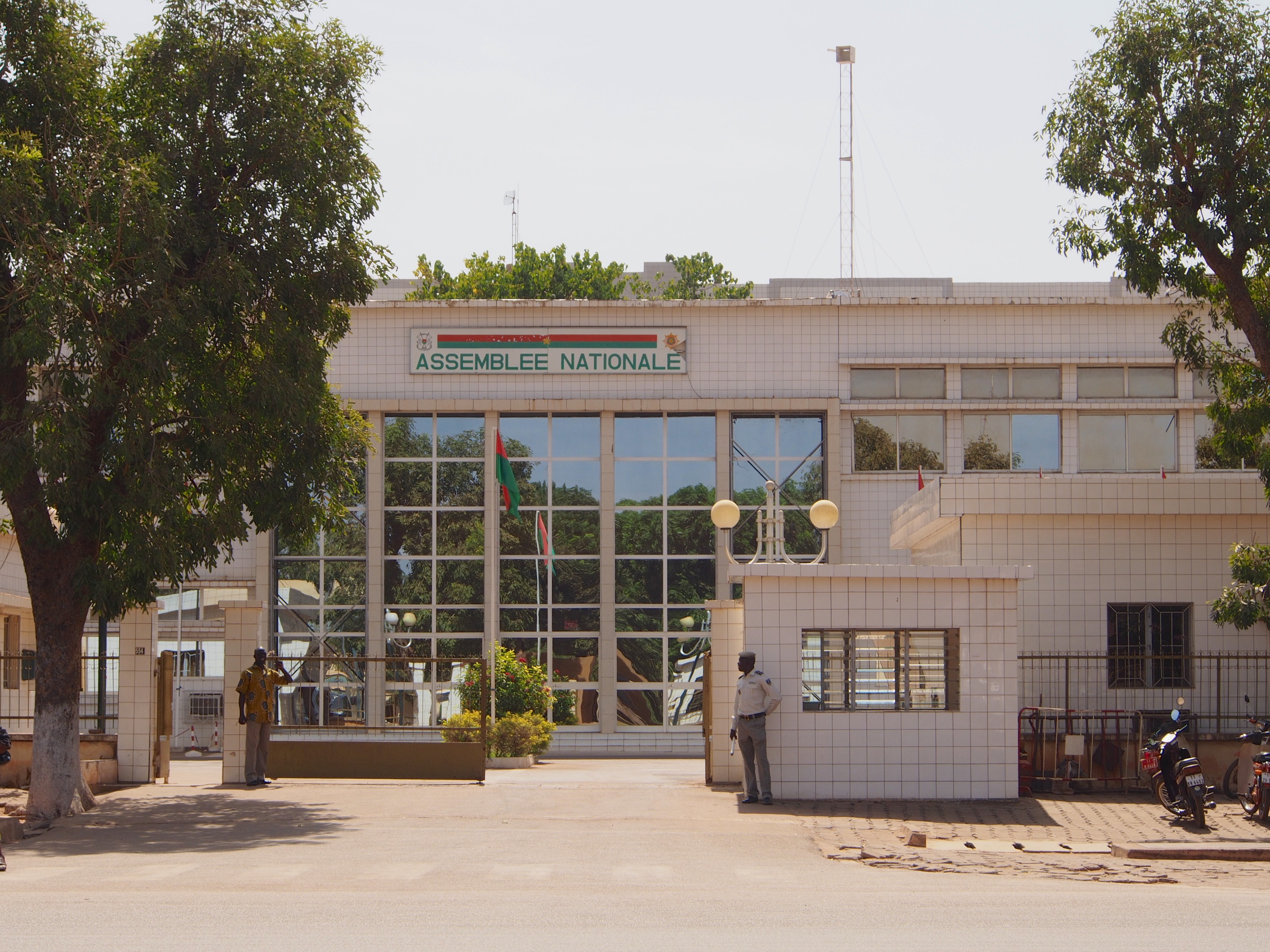
Parte do Edifício do Parlamento, fotografado em 2013, que foi incendiado durante a revolta.

Os acontecimentos tumultuosos do dia 30 de outubro, incluindo a participação do ex-ministro da Defesa Kouamé Lougué e a destruição de vários edifícios governamentais - como o incêndio ao Parlamento e a sede do partido governante Congresso para a Democracia e Progresso - provocaram a dissolução do governo e do parlamento e a declaração de um estado de emergência, antes de Compaoré finalmente fugir para a Costa do Marfim com o apoio do presidente Alassane Ouattara. 
O General Honoré Traoré anunciou que um governo de transição seria formado para dirigir o país e organizar eleições dentro de 12 meses.
Em 31 de outubro, depois de mais um dia de protestos em massa e, inicialmente, recusando-se a renunciar, após um aumento da pressão interna Compaoré renunciou ao seu governo de 27 anos e Traoré assumiu como chefe de Estado interino. 
No entanto, em 1 de novembro, o tenente-coronel Isaac Zida também apostou na pretensão de ser chefe de Estado interino citando impopularidade de Traoré. Uma declaração feita por chefes militares afirmou que Zida teve seu apoio unânime.  Uma coalizão de partidos de oposição rejeitou o golpe militar. Novos protestos foram convocados para a manhã de 2 de novembro. 